# Le Tombeau des filles
Pour plus de détails, voir Fiche technique et Distribution.
Le Tombeau des filles est un film suisse réalisé par Carmen Jaquier et sorti en 2011. 

## Fiche technique
- Titre : Le Tombeau des filles
- Réalisation : Carmen Jaquier
- Scénario : Carmen Jaquier
- Photographie : Pauline Richon et Thomas Szczepanski
- Son : Björn Cornelius
- Montage : Julie Borvon
- Production : École cantonale d'art de Lausanne
- Pays de production :  Suisse
- Durée : 17 minutes
- Dates de sortie :
  - Suisse : août 2011[1]
  - France : 9 mars 2012[2]

## Distribution
- Sharon Oberson
- Anissa Cadelli
- Vincent Weber
- Étienne Garachon
- Paul Ferens

## Distinctions

### Récompenses
- Pardino d'argent au Festival international du film de Locarno 2011[3]
- Reflet d'or du meilleur court métrage suisse au festival Tous Écrans de Genève 2011[4]

### Sélections
- Festival international du film francophone de Namur 2012
- Festival international du court métrage de Nijmegen 2011[5]